# Antall József (politikus, 1896–1974)

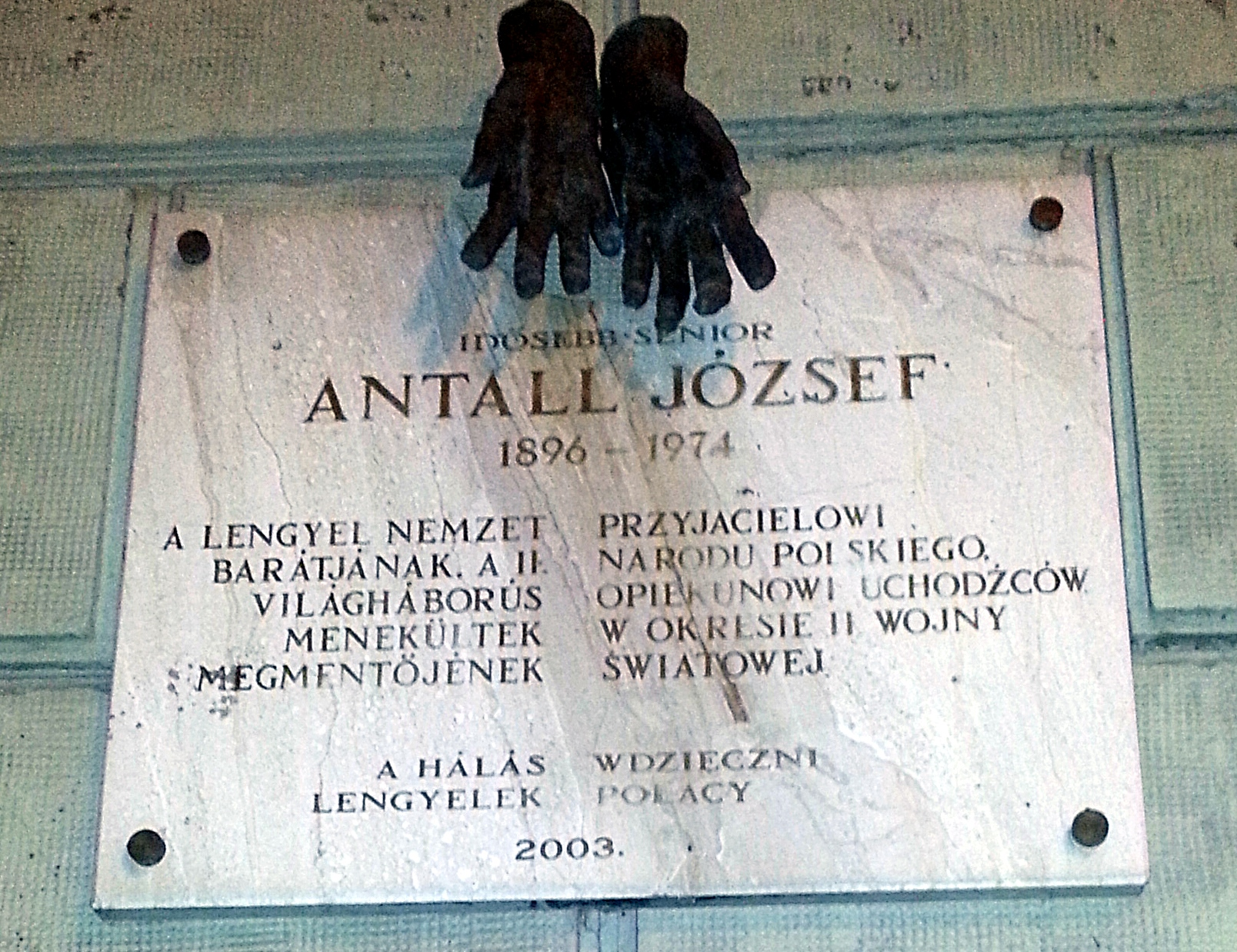
Emléktáblája:
Ferenciek tere 9.
Thury Levente alkotása

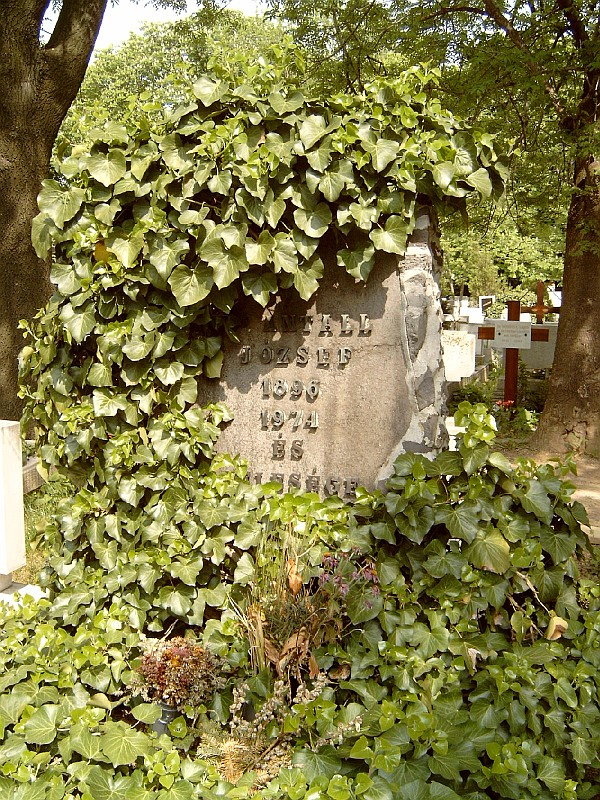
Idősebb Antall József és felesége sírja a Farkasréti temetőben, Budapesten. (Farkasréti temető: 26/1-1-64)

Dörgicsei és kisjenei Antall József (Oroszi, 1896. március 28. – Budapest, 1974. július 24.) magyar jogász, államtitkár, politikus (FKGP). 1945–53 között parlamenti képviselő, 1945–46-ban újjáépítési miniszter. Antall József miniszterelnök apja. Nevéhez fűződik az első magyar létminimum-számítás. Henryk Sławik lengyel diplomatával együttműködve 1939 és 1945 között több mint 30 000 magyarországi lengyel menekült – köztük 5000 lengyel zsidó – életének a megmentésében működött közre, amiért a Világ Igaza kitüntetést kapta.

## Élete
Alapító tagja volt 1931-ben a Független Kisgazdapártnak. A második világháború alatt menekültügyi kormánybiztos. 1939 szeptemberétől a több tízezer lengyel menekültről való gondoskodás megszervezése mellett külön gondot fordított a több ezer zsidó ellátására. A német megszállást követően lemondott, majd a Gestapo letartóztatta.
1945-ben a Népgondozó Hivatal vezetője lett, melynek feladata a magyarországi németek kitelepítése volt. Álláspontját erről így fogalmazta meg a kitelepítési rendelet vitájában: „Nemzetpolitikai szempontból nem kétséges, hogy Magyarországnak érdeke, minél nagyobb számban hagyják el a németek az országot. Soha nem lesz ilyen alkalom, hogy megszabaduljunk a németektől. Ma még egy csomó igényjogosultnak nem tudtunk földet adni.”
Ezután újjáépítési kormánybiztos, majd a Tildy-kormányban és részben a Nagy Ferenc-kormányban újjáépítési miniszter 1945-46-ban, ezután 1948-ig az FKGP pártigazgatója volt. Később a Magyar Vöröskereszt kormánymegbízottja lett egy időre. 1949-ben, az első egypárti választáson a Rákosi-rendszerrel együttműködő kisgazda politikusok egyikeként ismét országgyűlési képviselővé választották, a ciklust kitöltve az is maradt 1953-ig.
A háború alatti tevékenysége elismeréséül a lengyel–magyar kapcsolatok ápolását célul tűző, elsősorban irodalommal foglalkozó Magyar Mickiewicz Társaság dísztagjául választották.

## Emlékezete
1981-ben utcát neveztek el róla Varsóban, illetve a városban emléktáblája is van. 1989-ben a Jad Vasem posztumusz kitüntette a Világ Igaza címmel. Nevét emléktábla őrzi az intézet kertjében. 2009 óta az Országház előtti pesti rakpart a nevét viseli.
2014. szeptember 24-én a lengyel szenátus határozatot fogadott el „a második világháború idején a hazájuk elleni kettős agresszió elől Magyarországon menedéket talált” lengyeleket segítő idősebb Antall József és a lengyel menekültek vezetőjeként zsidókat mentő Henryk Sławik emlékére.
2016 novemberében avatott közös szobruk Varsóban áll (Dolina Szwajcarska park), budapesti párdarabját az újbudai Goldmann György téren 2017. június 26-án avatták föl.